# Éstios

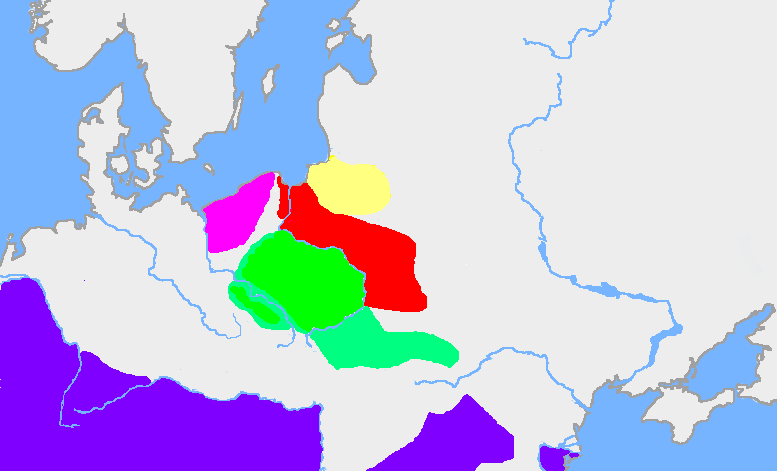
Mapa indicando a provável localização dos éstios em amarelo. Em vermelho, os Wielbark, os Debczyn, em rosa e os Przeworsk em verde, todas tribos dos Godos. O Império Romano é o território em lilás.

Éstios (em latim: Aestii/Aesti) foi o nome dado pelo historiador romano Tácito, no seu livro Germânia, para os povos do extremo leste, que viviam depois dos povos germânicos da Média Germânia. Tácito os descreveu como um povo que falava um dialeto que lembrava o falado pelos bretões, adorava "A Mãe dos Deuses", e que essa superstição nacional era carregada com eles em suas vestimentas. Na maioria das vezes, usavam armas feitas com madeira, seja pra se proteger ou caçar, mas raramente usavam o ferro.
Cultivavam grãos e algumas frutas que não se via por todas as terras, mas tinham uma excepcional habilidade de coletar o âmbar, e segundo Tácito, eles eram os únicos a fazerem isso, mas por serem "bárbaros e ignorantes" não sabiam a origem ou porque o âmbar era produzido. 
Na época de Tácito, o âmbar era muito valorizado como peça de ornamento das mais altas classes em Roma, mas para os éstios, era de pouca valia, usado como ornamento no pescoço e trocado por qualquer quinquilharia.
Alguns relatos indicam que os éstios são os Antigos Prussianos, antigos habitantes da região que hoje compreende a Letônia e a Lituânia, e falavam uma línguas bálticas, desmentindo Tácito pois a língua falada na Bretanha era Celta, não Báltica.
Outros historiadores associam a presença do âmbar nos relatos de Tácito com a presença de âmbar na região da Sambia, onde Tácito descreveu outro povo, os samos (ou fenos), que falavam uma língua fínica (como os estonianos) e moravam próximos dos éstios, indicando a origem do povo estoniano, mostrando que eles são nômades originários dessa região que se estabeleceram ao norte da península báltica, próximos ao outro povo fínico, os Finlandeses.
O povo lituano e letão se origina dos éstios sem contato com esse povo fínico, e que falavam uma língua báltica, se assentando na parte centro-sul da península báltica.